# 28e cérémonie des Independent Spirit Awards
La 28e cérémonie des Film Independent's Spirit Awards, organisée par Film Independent, a eu lieu le 23 février 2013 et a récompensé les meilleurs films indépendants sortis l'année précédente.

## Palmarès

### Meilleur film
- Happiness Therapy (Silver Linings Playbook)
  - Les Bêtes du sud sauvage (Beasts of the Southern Wild)
  - Bernie
  - Keep the Lights On
  - Moonrise Kingdom

### Meilleur réalisateur
- David O. Russell pour Happiness Therapy (Silver Linings Playbook)
  - Wes Anderson pour Moonrise Kingdom
  - Julia Loktev pour The Loneliest Planet
  - Ira Sachs pour Keep the Lights On
  - Benh Zeitlin pour Les Bêtes du sud sauvage (Beasts of the Southern Wild)

### Meilleur acteur
- John Hawkes pour le rôle de Mark O'Brien dans The Sessions
  - Jack Black pour le rôle de Bernie dansBernie
  - Bradley Cooper pour le rôle de Pat Solitano dans Happiness Therapy (Silver Linings Playbook)
  - Thure Lindhardt pour le rôle de Erik dans Keep the Lights On
  - Matthew McConaughey pour le rôle de « Killer Joe » Cooper dans Killer Joe
  - Wendell Pierce pour le rôle de Joe dans Four

### Meilleure actrice
- Jennifer Lawrence pour le rôle de Tiffany dans Happiness Therapy (Silver Linings Playbook)
  - Linda Cardellini pour le rôle de Kelli dans Return
  - Emayatzy Corinealdi pour le rôle de Ruby dans Middle of Nowhere
  - Quvenzhané Wallis pour le rôle de Hushpuppy dans Les Bêtes du sud sauvage (Beasts of the Southern Wild)
  - Mary Elizabeth Winstead pour le rôle de Kate dans Smashed

### Meilleur acteur dans un second rôle
- Matthew McConaughey pour le rôle de Dallas dans Magic Mike
  - David Oyelowo pour le rôle de Brian dans Middle of Nowhere
  - Michael Peña pour le rôle de l'Officier Zavala dans End of Watch
  - Sam Rockwell pour le rôle de Billy dans Sept psychopathes (Seven Psychopaths)
  - Bruce Willis pour le rôle du capitaine Sharp dans Moonrise Kingdom

### Meilleure actrice dans un second rôle
- Helen Hunt pour le rôle de Cheryl dans The Sessions
  - Rosemarie DeWitt pour le rôle de Hannah dans Ma meilleure amie, sa sœur et moi
  - Ann Dowd pour le rôle de Sandra dans Compliance
  - Brit Marling pour le rôle de Maggie dans Sound of My Voice
  - Lorraine Toussaint pour le rôle de Ruth dans Middle of Nowhere

### Meilleur premier film
- Le Monde de Charlie (The Perks of Being a Wallflower)
  - Le cœur a ses raisons
  - Safety Not Guaranteed
  - Sound of My Voice

### Meilleur scénario
- Happiness Therapy (Silver Linings Playbook) – David O. Russell
  - Elle s'appelle Ruby (Ruby Sparks) – Zoe Kazan
  - Keep the Lights On – Ira Sachs
  - Moonrise Kingdom – Wes Anderson et Roman Coppola
  - Sept psychopathes (Seven Psychopaths) – Martin McDonagh

### Meilleur premier scénario
- Safety Not Guaranteed – Derek Connolly
  - Celeste and Jesse Forever - Rashida Jones et Will McCormack
  - Le cœur a ses raisons – Rama Burshtein
  - Gayby – Jonathan Lisecki
  - Robot & Frank – Christopher D. Ford

### Meilleure photographie
- Les Bêtes du sud sauvage (Beasts of the Southern Wild) - Ben Richardson
  - End of Watch – Roman Vasyanov
  - Here – Lol Crawley
  - Moonrise Kingdom – Robert Yeoman
  - Valley of Saints – Yoni Brook

### Meilleur film étranger
- Amour •  Autriche /  France
  - De rouille et d'os •  France
  - Il était une fois en Anatolie (Bir Zamanlar Anadolu'da) •  Turquie /  Bosnie-Herzégovine
  - L'Enfant d'en haut •  France /  Suisse
  - Rebelle •  Canada

### Meilleur documentaire
- The Invisible War
  - The Central Park Five
  - How to Survive a Plague
  - Marina Abramovic: The Artist Is Present
  - The Waiting Room

### Prix Robert-Altman
- Starlet

### John CassavetesAward
- Middle of Nowhere
  - Breakfast with Curtis
  - The Color Wheel
  - Mosquita y Mari
  - Starlet